# Johnny Rahm
Johnny Rahm, egentligen Barry Rogers, född 11 juni 1965 i Milledgeville, Georgia, död 7 november 2004, var en amerikansk gayporrskådespelare. Han var uppväxt i ett konservativt baptistiskt hem. 2004 tog han livet av sig; han var då sjuk i aids.

## Filmografi (urval)
- Bachelor Party: Big Switch 3 (Catalina Video)
- Hey Tony! What's the Story? (Bijou Video)
- Movers & Shakers (Vivid Man)
- On the Lookout (Jocks Video Pac 46)
- Pigs at the Troff (Dickwadd)
- Steamy Summer